# Will Dunn
William Miles Dunn (Hampshire, 26 maggio 1996) è un attore britannico.

## Biografia
Will è nato a Hampshire, Inghilterra, e vive con i genitori. È conosciuto soprattutto per aver interpretato il ruolo di James Sirius Potter nell'epilogo della serie cinematografica di Harry Potter.
Quello di James Sirius Potter è stato il primo ruolo cinematografico per Will: prima aveva lavorato per un cortometraggio, My Song, interpretando il ruolo di Jack, mostrato per la prima volta su Film4 e The Community Channel il 23 maggio 2010.
Will si descrive come un attore appassionato, che ama suonare la chitarra (dall'età di nove anni, come ha osservato quando rispose alla domanda di un fan), uscire con gli amici e, in generale, rilassarsi. Ha affermato che il suo gruppo preferito sono i Muse e che Matthew Bellamy è uno dei suoi idoli. Egli descrive se stesso anche come un po' matto "nel modo giusto". Un esempio di questo è il fatto che a volte è colto da sua madre nel canto lirico. Will ha anche pubblicato un video di se stesso mentre suona la chitarra sul suo canale ufficiale YouTube e ha detto che gli piacerebbe fare altri video.
Il 2 giugno 2011 è apparso al LeakyCon 2011 insieme ad altri attori dell'epilogo di Harry Potter.

## Filmografia
| Anno | Titolo                                      | Ruolo               | Note           |
| ---- | ------------------------------------------- | ------------------- | -------------- |
| 2010 | My Song                                     | Jack                | Cortometraggio |
| 2011 | Harry Potter e i Doni della Morte - Parte 2 | James Sirius Potter | Epilogo        |